# Индан
Индан (2,3-дигидроинден, гидринден) — углеводород промежуточного класса, относящийся как к циклоалканам, так и к аренам.

## Физические свойства
Бесцветная маслянистая жидкость, температура плавления — −51 °C, температура кипения 176°С. В воде нерастворим, смешивается с этанолом и диэтиловым эфиром.

## Химические свойства
Индан окисляется перманганатом калия в щелочной среде до фталевой кислоты. Дегидрирование при 470—530 °C на оксиде хрома приводит к индену. При гидрировании на катализаторе (платина на угле) образует 1-метил-2-этилбензол.
Реагирует с бромом — продуктами реакции бромирования в среде уксусной кислоты являются 4-броминдан и 5-броминдан.
Концентрированной серной кислотой сульфируется с образованием индан-5-сульфокислоты. Хлорсульфоновая кислота превращает индан в смесь индан-4- и индан-5-сульфохлоридов.

## Производные
Производные, включая составляющие, такие как 1-метил-индан и 2-метил-индан (где одна метильная группа присоединена к пятичленному углеродному кольцу), 4-метил-индан и 5-метил-индан (где одна метильная группа присоединена к бензольному кольцу), различные диметил-инданы, и различные лекарственные производные. Остальные производные могут быть получены косвенно, то есть реакцией диэтилфталата с этилацетатом, пользуясь металлическим натрием и этанолом как катализатор. В полях реакции этилового эфира индандиона, которая может реагировать с ионами натрия образуя соль. Добавление хлороводородной кислоты может привести к обратной реакции.
Индан может быть преобразован по каталитической реакции в другие ароматические вещества, например ксилол.
Другие производные, это, например 1,3-индандион.

## Нахождение в природе
Индан обнаруживается в каменноугольной смоле (0,1 %), а также в нафталиновой фракции нефти (0,9 %)

## Получение
Синтез индана осуществляют гидрированием индена над мелкодисперсным никелем при 200 °C.

## Применение
Индан является исходным веществом для синтеза 2-, 4- и 5-инданолов, которые используются при получении лекарственных средств.